# Berardo Berardi (cardinale)
Berardo Berardi (Cagli, prima metà del XIII secolo – Spoleto, 5 agosto 1291) è stato un cardinale italiano.

## Biografia
Prima chierico, poi canonico della cattedrale di Cagli, appartenente alla nobile famiglia dei Berardi discendenti dagli Acquaviva, Berardo (ma in taluni documenti anche Bernardo) nel 1275 fu indicato da una parte dei canonici del capitolo quale candidato a vescovo della diocesi di Cagli (in forza del diritto di nomina del presule da parte del collegio dei canonici con ratifica del Romano Pontefice).
Ma le forti tensioni interne tra le fazioni in lotta per il controllo del libero Comune di Cagli si riflettevano anche nella lunga stasi per la nomina del nuovo vescovo che si era aperta tra i canonici dopo la morte del vescovo Ugolino, della ghibellina famiglia Acquaviva. Nel 1275, infatti, il Capitolo si spezzava sulla nomina del nuovo vescovo di Cagli. La contrapposizione tra i canonici sostenitori del monaco benedettino Rinaldo Siccardi (Abate di San Pietro di Massa) e quelli schierati a sostegno del Berardi doveva essere particolarmente marcata. Solo nel 1283, con la elevazione del canonico Berardo Berardi alla dignità vescovile della città di Osimo, il pontefice Martino IV (1281-1285) poneva termine alla lunga discordia, permettendo così al guelfo Siccardi di divenire vescovo in patria, cosa che però non accadde in quanto l'Abate cessò di vivere prima della nomina. È così che alla cattedra vescovile cagliese nel 1285 sale il canonico Guglielmo della stirpe ghibellina dei Mastini a seguito della ratifica del pontefice Onorio IV.
Nel frattempo, Berardo Berardi aveva saputo distinguersi nella guida della diocesi di Osimo, crescendo in stima tra i suoi fedeli per la sua carità e guadagnando fama di uomo giusto in tutte le terre vicine. Edificò a sue spese il grande episcopio di Osimo nonché altri due edifici e l'ospedale di San Bartolomeo in Agugliano.
Il 16 maggio 1288, giorno di Pentecoste, il francescano Girolamo Masci di Lisciano d'Ascoli Piceno, che il 22 febbraio di quell'anno era stato elevato al trono di Pietro col nome di Niccolò IV, concede l'onore della porpora cardinalizia a Berardo Berardi. All'amico cagliese conferisce quello stesso titolo che il novello papa aveva ricevuto a suo tempo: ovvero cardinale vescovo di Palestrina. A questo unisce il delicato incarico di legato apostolico delle Sicilie, in un periodo in cui il Papa avrebbe speso tempo e fatica tentando di costringere l'Aragona a restituire la Sicilia alla casa d'Angiò.
Il pontefice Niccolò IV (prima papa francescano della storia e secondo di origine marchigiana) tra i suoi primi atti di governo aveva trasferito la sede della Curia da Roma a Rieti e assegnati privilegi e incentivi per il traffico lungo la via Flaminia, la strada che assicurava a Roma i collegamenti più veloci verso il nord e che peraltro era sempre transitabile anche in inverno. A Rieti, nel giorno di Pentecoste del 1288, Niccolò ordina sei cardinali con lo scopo di costituire un manipolo di fidati collaboratori per le questioni più urgenti che assillavano l'amministrazione dello Stato della Chiesa. Il primo di essi, già vescovo di Osimo, era per l'appunto l'amico Bernardo o Berardo Berardi da Cagli che diviene cardinale vescovo di Palestrina con il menzionato ufficio plenae legationis con facoltà di "sradicare, distruggere, dissipare, disperdere, edificare e piantare e fare qualsiasi cosa" ad honorem Dei et prosperum statum, nel Regno di Sicilia subito dopo la risoluzione del contrasto e l'incoronazione di Carlo d'Angiò.
Il cardinal Berardi regge il vescovado di Palestrina dal 1288 al 1291 (anno della sua morte) come risulta dalla cronotassi dei vescovi di tale chiesa suburbicaria.
È da ritenere credibile che la presenza dell'eminentissimo Berardo Berardi sia stata determinante nel far assumere al sommo pontefice l'incondizionata tutela della città di Cagli. Per volontà, infatti, di Sua Santità la città parzialmente distrutta dall'incendio purificatore (appiccato dai ghibellini durante la battaglia intestina per la presa del governo cittadino da lungo tempo in mano guelfa) viene ricostruita ex novo il 9 febbraio 1289. L'attenzione del Santo Padre è tale che, nonostante gli innumerevoli impegni di governo, egli trova il tempo per indicare nel dettaglio il modo migliore per procedere nelle varie fasi della costruzione, come confermano alcune lettere dello stesso. Nella ricostruzione sarà coinvolta la stessa Fonte Avellana, che possedeva una consistente quantità di terreno nel pianoro individuato per l'erezione della città. Non è un caso che all'allora priore avellanita Sant'Albertino il cardinale Berardo, forte del privilegio di nomina del successore accordatogli dai canonici osimani, ebbe ad offrire la dignità vescovile di Osimo.
Berardo, nella certezza di aver contribuito alla rinascita della propria patria, poteva chiudere serenamente i suoi giorni nella seconda metà del 1291. La premurosa attenzione del Pontefice verso la città alla quale aveva imposto il nome di Sant'Angelo Papale non sarebbe tuttavia venuta meno.
Va detto che da tempo i Berardi erano vicini ai Francescani, di cui per l'appunto il marchigiano Niccolò IV era stato Ministro Generale. Infatti per l'edificazione della chiesa di San Francesco di Cagli (la più antica chiesa francescana delle Marche) ad opera di mastro Simone, da taluni indicato come Lombardo, figura un componente della famiglia Berardi. Nel 1240 la fabbrica, avviata nel 1234 con il concorso del Comune di Cagli, era condotta a termine tanto che i frati potevano ufficialmente officiare nella chiesa. L'assistente alla fabbrica per parte comunale era per l'appunto un Berardi che peraltro aveva personalmente anticipato le competenze di mastro Simone lombardo.